# Libor Rouček
Libor Rouček est un ancien député européen tchèque né le 4 septembre 1954 à Kladno. Il est membre du Parti social-démocrate tchèque.

## Biographie
Il est élu à la Chambre des députés lors des élections législatives de 2002 sur la liste du ČSSD. À partir de 2003, il appartient à la délégation de députés tchèques observateurs au Parlement européen. Lors de l'adhésion de son pays, le 1er mai 2004, il devient député européen à part entière et abandonne alors son mandat national.
Il est élu lors des élections européennes de 2004 et réélu lors des élections européennes de 2009.
Au cours de la 7e législature, il siège au sein de l'Alliance progressiste des socialistes et démocrates au Parlement européen dont il est vice-président depuis le 19 janvier 2012. Il a été vice-président du Parlement européen et, par conséquent, membre du bureau du 14 juillet 2009 au 16 janvier 2012. Il est également membre de la commission des affaires étrangères.